# Glidden (Texas)
Glidden è un census-designated place (CDP) degli Stati Uniti d'America della contea di Colorado nello Stato del Texas. La popolazione era di 661 abitanti al censimento del 2010. Si trova appena a nord della Interstate 10 e 3 miglia (5 km) ad ovest di Columbus.

## Geografia fisica
Secondo lo United States Census Bureau, il CDP ha una superficie totale di 2,61 km², dei quali 2,58 km² di territorio e 0,03 km² di acque interne (1,09% del totale).

## Storia
Situata lungo la linea principale della Southern Pacific Railroad, il sito della città fu originariamente istituito dalla Galveston, Harrisburg and San Antonio Railway nel 1885. L'ufficio postale fu aperto tre anni dopo, e la città servì come principale fermata di manutenzione della ferrovia tra Houston ed El Paso. La comunità fiorì durante la guerra ispano-americana e le due guerre mondiali. Poco dopo, il movimento ferroviario dai motori a vapore a quelli che operavano con diesel ed elettrici rese obsolete la maggior parte dei negozi di manutenzione della ferrovia di Glidden. Ciò ha causato la diminuzione della popolazione a 150 residenti entro la fine degli anni 1940.
Tra il gennaio del 1911 e l'aprile del 1912, una serie di omicidi con l'ascia si è verificata in Texas e in Louisiana, provocando 49 vittime. Glidden era una delle numerose città in cui si svolgeva questo tipo di omicidio. Si ritiene che tutte le vittime siano morte per mano di un killer (o assassini) non identificato durante il regno del terrore. A Glidden, una donna con i suoi quattro figli e un ospite maschio furono tutti uccisi nel sonno nel marzo 1912. C'erano diverse persone sospettate nei crimini nelle diverse località, ma le accuse furono fatte cadere contro tutte per mancanza di prova. I casi di omicidio rimangono irrisolti.

## Società

### Evoluzione demografica
Secondo il censimento del 2010, la popolazione era di 661 abitanti.

### Etnie e minoranze straniere
Secondo il censimento del 2010, la composizione etnica del CDP era formata dal 55,82% di bianchi, il 19,36% di afroamericani, il 2,12% di nativi americani, l'1,66% di asiatici, lo 0% di oceanici, il 20,42% di altre razze, e lo 0,61% di due o più etnie. Ispanici o latinos di qualunque razza erano il 38,28% della popolazione.